# 食派士
食派士（Sherpa's）是中華人民共和國上海市的一家外賣公司，由美国人Mark Secchia於1999年（一說2001年）在上海創辦。截至2021年，該公司業務拓展至上海、北京和蘇州，並壟斷上海的英文和外籍人士訂餐市場。

## 历史
該公司目標定位為在中華人民共和國的外籍人士。該公司提供中文和英文訂餐服務，最初推出电话订餐，後逐步加入网站与App订餐模式。
2017年，食派士被百胜中国控股有限公司收购。2019年6月，上海市市场监管局依据《反垄断法》对食派士涉嫌滥用市场支配地位行为开展调查。2019年8月，食派士被指逼迫餐飲企業不得使用其他英文外賣企業的服務，涉嫌滥用市场支配地位，被上海市市场监管局立案调查。2021年4月12日，上海市市场监管局对食派士处以其2018年销售额3%，合计116.86万元人民幣的罰款。2021年4月，上海市市场监管局依法作出行政处罚决定，对食派士处以其2018年销售额3%的罚款，合计人民币116.86万元。

## 外部連結
- 官方网站